# Republicano (Asunción)
Republicano es un barrio de la ciudad de Asunción, capital de Paraguay.

## Características
El centro del barrio Republicano ha sido poblado por familias provenientes de la Chacarita, que fueron reubicadas por el grupo de Acción Social de la FF.AA, en terrenos destinados a plazas. Estas familias eran de escasos recursos y damnificadas por la inundación. En contrapartida el sector orientado a la avenida José Félix Bogado cuenta con pobladores de un segmento de alto nivel de ingresos.

## Geografía
Situado en la ciudad de Asunción, capital del Paraguay, ciudad cosmopolita, donde confluyen personas de distintas regiones del país y extranjeros que la habitan, ya arraigados en ella.

## Clima
Normalmente en el barrio Republicano predominan vientos del norte y del sur. El promedio anual de precipitaciones es de 1700 mm. Su clima es subtropical, la temperatura media es de 28 °C en el verano y 17 °C en el invierno.

## Límites
Los límites son la avenida José Félix Bogado, Picada Diarte, Leonidad Escobar, Japón, Belisario Rivarola, calle Teniente Cantaluppi , Pizarro,  Monseñor Moleón Andréu.
Al norte limita con el barrio Roberto L. Pettit.
Al sur limita con el barrio Santa Ana.
Al este limita con el barrio San Vicente.
Al oeste limita con el barrio Bañado.
Vea la ubicación exacta del barrio en Google maps

## Superficie
Posee 0,97 km², al oeste de la zona existe un profundo barranco que define el límite físico con Bañado.
El área restante posee topografía regular con ligera pendiente hacia el sur y hacia el oeste (arroyo Ferreira). Se observan causes, formados por raudales (calle Bañado).
La llegada a la zona del Bañado, importante vía de acceso a la misma, se realiza a través de escalones naturales. El uso de suelo es principalmente habitacional.

## Medios de Comunicación
La avenida José Félix Bogado, importante vía de acceso a la ciudad de Asunción esta totalmente asfaltada. Las otras calles del barrio cuentan con pavimentación pétrea pero en mal estado. 
La avenida Japón posee asfalto desde la avenida José Félix Bogado hasta Cap.Belisario Rivarola (Ex38 Proyectada). Otras calles importantes como Pizarro (asfaltada desde la avenida Japón hasta la calle Cantaluppi). La calle Moleón Andréu está asfaltada desde la avenida José Félix Bogado hasta Pizarro (límite con Bº Santa Ana). 
Operan cinco canales de televisión abiertos (2,4,5,11,13) y Una empresa que emiten señales por cable Video Cable. Se conectan con más de veinte emisoras de radio que transmiten en frecuencias AM y FM. Cuenta con los servicios telefónicos de Copaco y los de telefonía celular, además cuenta con otros varios medios de comunicación y a todos los lugares llegan los diarios capitalinos.

## Transportes
Varios son los medios de transporte público que recorren el Barrio Republicano y lo comunican con otros Barrios y ellos son la línea 13, la línea 27, la línea 37, la línea 51 y la línea 12, sobre la avenida José Félix Bogado las líneas 23, la línea 30 Rojo, la línea 40 y la línea 41.
Tienen paradas de ómnibus (en violación a las ordenanzas municipales) las empresas 12, 13 y 27.

## Población
El barrio Republicano tiene un total de 9.800 habitantes aproximadamente, de los cuales el 47, 44% son hombres y 52.55% son mujeres.
La densidad poblacional es de 10.103 hab./km² aproximadamente.

## Demografía
En el barrio Republicano existen 1.970 viviendas aproximadamente con un promedio de 5 habitantes por cada una de ellas.
- Las familias que poseen luz eléctrica representan un 98%
- Las familias que poseen agua corriente representan un 92%
- Las familias que poseen desagüe cloacal representan un 34%
- Las familias que poseen recolección de basuras representan en un 74%

En materia sanitaria los pobladores asisten a la Clínica Periférica del Instituto de Previsión Social 12 de junio, ubicada en el barrio San Vicente. La misma cuenta con atención a los asegurados con servicios médicos en general y atención de urgencias.
En el ámbito educativo cuenta con una escuela pública y tres colegios (dos privados y uno público) además de la Universidad Católica con varias carreras.
Los tipos de vivienda varían de acuerdo a las zonas:
A lo largo de la avenida José Félix Bogado entre la calle Japón, Pizarro, Moleon Andreu , predominan las residencias de tipo lujoso y estándar medio alto. En el sector comprendido entre las calles Cantaluppi, Pizarro, Japón, Cap. Belisario Rivarola (ex 38 Proyectada, predominan las residencias de tipo económico.
En la zona comprendida entre las calles Desiderio Villalón y Cap. Belisario Rivarola (barranco que limita con el Bº Bañado, hoy día conocida como Cateura, predominan las residencias de tipos económicas y precarias.
Los pobladores son de segmentos varios entre tipo nivel socioeconómico alta, media-alta, media y baja. En el barrio hay profesionales independientes, empresarios, comerciantes, vendedores del Mercado de Abasto y del Mercado N.º 4, como recicladores mayoristas de materiales a ser reutilizados del Vertedero Municipal "Cateura".

## Principales problemas del barrio
- Plazas no equipadas por la Municipalidad de Asunción.
- Plazas ocupadas por asentamientos humanos.
- Perdidas de lisciviados de los residuos de basuras por ser tránsito al acceso al Vertedero Municipal
- Calles antiguas sin mantenimiento de la Municipalidad de Asunción.
- Duplicación de nombres de calles en la jurisdicción y la falta de carteles indicadores de los mismos.
- Falta de desagües pluviales.
- Caos del tránsito vehicular en horas de entrada y salida de estudiantes de la Universidad Católica (U.C.A.).
- Falta de alternativas de accesos al barrio.

## Instituciones y Organizaciones existentes
Comisiones vecinales
- Existen ocho comisiones vecinales:
- Kuarahy mimbí Zona de Influencia (18 de julio - Pizarro -Cantaluppi, Dionsio Jara)
- Villa Florida Zona de Influencia (18 de julio- Pizarro- Dionisio Jara - Paseo Central)
- Tava Porâ
- Santa Librada
- Expopar
- San Isidro Labrador
- Arroyo Ferreira
- Sector San José
- La Curva

Sus objetivos son el equipamiento de plazas, el mantenimiento de calles, el mejoramiento del área de acción, la construcción de muro de contención y el adoquinado de calles, integración entre vecinos, y entidad sin fines de lucro.

## Instituciones No Gubernamentales
Religiosa católica:
- Iglesia San Pedro y San Pablo.

Entidades sociales
- Club Social Deportivo Silvio Pettirossi.
- Club Social y Cultural Pablo Rojas.

Servicios sanitarios
- Centro de salud Barrio Republicano.
- Centro Sanitario Municipal en la parroquia San Pedro y San Pablo.

Educativas:
- Escuelas y colegio 1.ª de marzo.
- Colegio Cristiano 4.
- Universidad Católica

## Instituciones Gubernamentales
Educativas:
- Colegio Doctor Ignacio A. Pane.
- Escuela San Pedro y San Pablo (Juan XXIII).

Municipales:
- Plaza:
- Tava porá
- Expopar
- Japón (sin mantenimiento de la Municipalidad de Asunción

Plazas en construcción por comisiones vecinales en coordinación con la Municipalidad.